# Šahmeri
Šahmeri su naseljeno mjesto u sastavu općine Srebrenika, Federacija Bosne i Hercegovine, BiH. 

## Stanovništvo
| Šahmeri            |            |
| godina popisa      | 1991.      |
| Bošnjaci           | 140 (100%) |
| Srbi               | 0          |
| Hrvati             | 0          |
| Jugoslaveni        | 0          |
| ostali i nepoznato | 0          |
| ukupno             | 140        |